# Judith Kirton-Darling
Judith "Jude" Kirton-Darling (nascida em 2 de junho de 1977) é uma política britânica que serviu como membro do Parlamento Europeu para a região do Nordeste da Inglaterra pelo Partido Trabalhista entre 2014 e a retirada do Reino Unido da UE.

## Início de vida
Kirton-Darling nasceu em 2 de junho de 1977 em Dar es Salaam, na Tanzânia. Ela foi educada em Middlesbrough, Inglaterra, na Hall Garth Secondary School e no Acklam Sixth Form College. Em 1996, ela matriculou-se na Universidade de Sheffield, onde estudou história e política. Em 1999, ela formou-se com um bacharelato em artes (BA) de segunda classe superior. De 2000 a 2001, ela estudou na University of Bath (com estudo no exterior na Universidade de Pavia) e concluiu um mestrado (MSc) em Análise de Política Social Europeia.

## Carreira política
Kirton-Darling começou a sua carreira política como assistente de programa no Conselho Quaker para Assuntos Europeus de 1999 a 2000. Em 18 de maio de 2011, foi eleita Secretária Confederal da Confederação Europeia de Sindicatos.

### Parlamento Europeu
Kirton-Darling concorreu às eleições de 2014 para o Parlamento Europeu como candidata do Partido Trabalhista para a região Nordeste da Inglaterra. Como os Trabalhistas obtiveram o maior número de votos na região, ela foi eleita deputada ao Parlamento Europeu. Em 1 de julho de 2014, foi eleita para a Comissão do Comércio Internacional e para a Comissão das Petições.
Foi a vencedora do International Trade Award, MEP Awards 2017.

## Vida privada
Kirton-Darling é uma quaker praticante.